# Барабанове
Бараба́нове (крим. Barabanove) — село в Україні, у Білогірському районі Автономної Республіки Крим. Підпорядковане Зуйській селищній раді. Розташоване на заході району.
Відстань від райцентру до населеного пункта становить 24 кілометрів по прямій.